# Franco Colapinto
Franco Alejandro Colapinto (spansk udtale: [ˈfɾan.ko aleˈxandɾo ko.laˈpin.to], født 27. maj 2003) er en argentinsk racerkører, som kører for Formel 1-holdet Alpine. 

## Tidlige karriere
Han debuterede i formelsport i 2018, og derefter vandt Formel 4 Spanien med Drivex. I 2022 kørte Franco i FIA Formel 3, og i 2024 i FIA Formel 2.

## Formel 1-karriere

### 2024
Colapinto blev i midten af Formel 1 sæsonen 2024 valgt til at gøre sin debut, da Williams holdet besluttede sig for at droppe Logan Sargeant forud for Italiens Grand Prix. Han scorede sine første point i Formel 1 ved sit andet ræs, da han sluttede på ottendepladsen ved Aserbajdsjans Grand Prix.

### 2025
Colapinto skiftede ved 2025 sæsonen til Alpine, hvor han indtog rollen som test- og reservekører. Efter seks ræs i sæsonen, så valgte Alpine at rotere deres kørere, og Colapinto erstattede Jack Doohan, som i stedet indtog rollen som reserve.